# مارشلين برتراند
كانت مارسيا لين «مارشلين» برتراند  (9 مايو 1950 - 27 يناير 2007) ممثلة أمريكية وناشطة في حقوق الإنسان، كانت الزوجة السابقة للممثل جون فويت، ووالدة الممثلة الشهيرة أنجلينا جولي وابنها جيمس هافن.
شاركت مارشلين برتراند في تأسيس مؤسسة All Tribes Foundation ، لتقديم الفوائد الثقافية والاقتصادية للأمريكيين الأصليين، ومنظمة أعطي الحب أعطي الحياة Give Love Give Life ، لزيادة الوعي العام بأمراض سرطانات النساء، توفيت برتراند بسرطان المبيض عن عمر يناهز 56 عامًا.

## الحياة الشخصية
تزوجت برتراند من الممثل الأمريكي جون فويت في عام 12 ديسمبر 1971. وبعد عملية إجهاض عام 1972، كان لديهم طفلان، أبنها جيمس هافن (مواليد 11 مايو 1973) و ابنتها أنجيلينا جولي (مواليد 4 يونيو 1975). أصبح كلا الطفلين ممثلين، بعدها انفصلت برتراند وفويت عام 1976، حيث اتهمت علانية بأن زوجها مارس الزنا.  تقدمت برتراند بطلب الطلاق عام 1978، والذي تم الانتهاء منه عام 1980.
بعد انفصالها القانوني عن الممثل جون فويت، بدأت برتراند علاقة مع مخرج الأفلام الوثائقية بيل داي. حيث عاشوا معًا لمدة أحد عشر عامًا ولكنهما لم يتزوجوا أبدًا. وخلال حياتها اللاحقة، كانت برتراند على علاقة مع الناشط والموسيقي جون ترودل.
عند وفاتها، كان لدى برتراند ثلاثة أحفاد من ابنتها أنجيلينا جولي. حفيدة أخرى، التي ولدت في العام التالي، أعطيت الاسم الأوسط «مارشلاين» على شرفها.

## المهنة الفنية
خلال سنواتها الأولى كممثلة، درست برتراند مع لي ستراسبيرغ. في عام 1971، لعبت دور كوني في حلقة «الحب والسلام والأخوة والقتل» في الموسم الرابع من البرنامج التلفزيوني أيرون سايد. بعد عقد من الزمان، ظهرت في دور ثانوي في فيلم أبحث عن الخروج عام 1982، وهو فيلم شارك في كتابته وبطولة زوجها السابق، جون فويت. في العام التالي، لعبت برتراند دورها السينمائي الأخير في الفيلم الكوميدي الرجل الذي أحب المرأة عام 1983، وهو نسخة جديدة من الفيلم الفرنسي 1977 الذي يحمل نفس الاسم.
ثم حولت برتراند انتباهها نحو الإنتاج. في عام 1983، أسست شركة وودز رود للإنتاج مع شريكها آنذاك، بيل داي. في عام 2005، كانت برتراند المنتج التنفيذي للفيلم الوثائقي تروديل، الذي يروي حياة وعمل شريكها، جون تروديل، وهو موسيقي وناشط أصله يعود لسانتي سيوكس. كان تروديل اختيارًا رسميًا في مهرجان صندانس السينمائي ومهرجان تريبيكا السينمائي، وفاز بجائزة لجنة التحكيم الخاصة لأفضل فيلم وثائقي في مهرجان سياتل السينمائي الدولي.

## العمل الإنساني
أسست برتراند وشريكها، جون ترودل مؤسسة All Tribes ، لدعم البقاء الثقافي والاقتصادي للشعوب الأصلية، وبحلول عام 2007، أصدرت المؤسسة أكثر من 800000 دولار في شكل منح للبرامج القائمة على الحجز والتي تعزز أساليب الحياة القبلية وتحمي مستقبل المجتمعات الأصلية. في اليوم العالمي للمرأة في 2003، أنتج برتراند وتروديل حفلاً موسيقياً لصالح اللاجئات الأفغانيات بالاشتراك مع المفوضية السامية للأمم المتحدة لشؤون اللاجئين.
برتراند، الذي تم تشخيص إصابته بسرطان المبيض في عام 1999، أسست أيضًا منظمة Give Love Give Life مع تروديل؛ كان هدفهم رفع الوعي العام حول سرطانات المبيض وأمراض النساء الأخرى من خلال الموسيقى. أقيم حفل Give Love Give Life الأول في فبراير 2004 في ذا روكسي في ويست هوليود. كما عملت برتراند وترودل على تنظيم دعم استراتيجي في مجتمع الموسيقى والأفلام لقانون جوانا، وهو تشريع لتمويل التوعية الوطنية والتعليم حول علامات وأعراض السرطانات النسائية، والتي تم التوقيع عليها لتصبح قانونًا في 12 يناير 2007.

## الوفاة
عند قرب نهاية حياتها، فضلت برتراند خصوصيتها ولم تمنح مقابلات. بعد ما يقرب من ثماني سنوات من المعركة مع سرطان المبيض وسرطان الثدي، توفيت عن عمر يناهز 56 عامًا في 27 يناير 2007، في مركز Cedars-Sinai الطبي، بصحبة أطفالها.   توفيت والدة برتراند وشقيقته أيضا بسبب السرطان.  قالت ابنتها: «جدتي ماتت أيضًا شابة؛ لذلك، كانت والدتي تعتقد دائمًا أن ذلك قد يحدث لها.»

## فيلموغرافيا
| عنوان                               | عام  | ملاحظات                                              |
| ----------------------------------- | ---- | ---------------------------------------------------- |
| أيرون سايد                          | 1971 | مسلسل تلفزيونى الحلقة: "الحب والسلام والأخوة والقتل" |
| Lookin' to Get Out                  | 1982 |                                                      |
| The Man Who Loved Women (1983 film) | 1983 | (دور الفيلم النهائي)                                 |
| Trudell                             | 2005 | وثائقي المنتج التنفيذي                               |

## روابط خارجية
- مارشلين برتراند على موقع IMDb (الإنجليزية)
- مارشلين برتراند على موقع روتن توميتوز (الإنجليزية)
- مارشلين برتراند على موقع ألو سيني (الفرنسية)
- مارشلين برتراند على موقع تيرنر كلاسيك موفيز (الإنجليزية)
- مارشلين برتراند على موقع أول موفي (الإنجليزية)
- مارشلين برتراند على موقع قاعدة بيانات الفيلم (الإنجليزية)
- مارشلين برتراند على موقع كينوبويسك (الروسية)